# Andrew Sugerman
Andrew Barry Sugerman (* 1946 oder 1947 in Morristown, New Jersey) ist ein US-amerikanischer Filmproduzent und Filmschaffender, der 1979 mit und für seinen Film Mandy’s Grandmother für einen Oscar nominiert war.

## Biografie
Sugerman besuchte die University of Rochester und im Anschluss daran die New York University (NYU). Seine filmische Karriere begann er in New York in der Fernsehwerbung und mit Lehrfilmen. Später zog es ihn nach Los Angeles, wo er Spielfilme drehte. 
Nachdem Sugerman 1977 und 1978 seine beiden Erstlingswerke, die Kurzfilme Thank You, M’am und Ira Sleeps Over gedreht hatte, machte er 1979 besonders mit dem Kurzfilm Mandy’s Grandmother auf sich aufmerksam. Mit und für den Film erhielt er eine Oscarnominierung. Die Auszeichnung ging jedoch an Taylor Hackford und den Film Teenage Father, der das „erste Mal“ eines jungen Paares thematisiert. Sugerman veranschaulicht in seinem Film, wie sich das gestörte Verhältnis zwischen Enkelin und Großmutter zum Guten wendet.
Mit der Filmkomödie Bombenstimmung im Hauptquartier gab Sugerman 1985 sein Spielfilmdebüt. Thema des Films ist eine von Ann Dusenberry gespielte Sekretärin, der der Aufstieg zur Verteidigungsministerin gelingt, weil sie es versteht, die sexuellen Annäherungen ihrer seinerzeit Vorgesetzten geschickt zu nutzen. Bei dem Fernsehdrama A Place at the Table (1988) war Sugerman am Drehbuch beteiligt. Der Film, der eine Familie zeigt, die nicht auf der Sonnenseite des Lebens steht, wurde mit drei Auszeichnungen bedacht. In der 1990 von Sugerman produzierten Filmkomödie Geld stinkt nicht spielten George Carlin und Ben Stiller zwei bei einer Maklerfirma angestellte Hausmeister, die von den Maklern entsorgte Insiderinformationen aus dem Müll sammeln, nutzen, und dadurch reich werden.
Für das Actiondrama Deadly Rivals – Ein Professor sieht rot (1993) trat Sugerman als ausführender Produzent auf. Im Film wird ein introvertierter Laserspezialist durch mysteriöse Vorgänge in die Lage versetzt, sich mit Agenten und Mafiosi erfolgreich herumzuschlagen. Für den komödiantischen Action-Abenteuerfilm McCinsey’s Island – Ein tierisches Duo von 1998 arbeitete Sugerman mit dem Regisseur Sam Firstenberg sowie den Hauptdarstellern Hulk Hogan und Grace Jones zusammen. Im Film geht es um einen Lageplan eines in den Panzer einer Riesenschildkröte eingeritzten Schatzes und Konfrontationen zwischen denjenigen, die hinter dem Schatz her sind. Der Filmdienst kritisierte, dass die Geschichte „bestenfalls als Räuberpistole für Minderbemittelte durchgehen“ könne. Der dramatische Kriminalthriller Prophet’s Game – Im Netz des Todes (2000) von David Worth entstand in Zusammenarbeit mit den Hauptdarstellern Dennis Hopper und Stephanie Zimbalist. Bei Prophet’s Game handelt es sich um ein Internet-Killer-Spiel, das auch die Tochter des Cops Vincent Swan das Leben gekostet hat, und das den inzwischen pensionierten Beamten nach vielen Jahren wieder einholt.
In dem 2005 von Sugerman produzierten romantischen Filmdrama Shopgirl mit Steve Martin und Claire Danes steht eine romantisch veranlagte junge Frau zwischen zwei Männern. Der Hollywood-Debütfilm Die Vorahnung des deutsch-türkischen Regisseurs Mennan Yapo wurde 2007 von Sugerman produziert. Die Hauptrolle einer Hausfrau und Mutter, die ihren Mann durch einen Unfall verliert, wurde von Sandra Bullock verkörpert. Im selben Jahr entstand das Action-Drama Death Sentence – Todesurteil mit Kevin Bacon in der Rolle eines Vaters, dessen Sohn im Zuge eines Banden-Initiationsrituals ermordet wird, was den Vater dazu bringt, Selbstjustiz zu üben.  
Die von Sugerman 2010 produzierte, auf tatsächlichen Ereignissen beruhende Geschichte einer jungen Frau aus Massachusetts, die ihr Leben total umkrempelt, studiert und Anwältin wird, um die Unschuld ihres wegen Mordes verurteilten Bruders zu beweisen, erzählt das Filmdrama Betty Anne Waters. Die Titelrolle wurde von Hilary Swank gespielt. Der Familienfilm Judy Moody und der voll coole Sommer, den Sugerman 2011 produzierte, beruht auf einer erfolgreichen Kinderbuchreihe von Heather Graham und zeigt die Drittklässlerin Judy Moddy, die ihren bisher aufregendsten Sommer verlebt. In der Liebesdramödie Crazy Kind of Love mit Virginia Madsen und Graham Rogers bricht eine Familie auseinander und für die verlassene Frau eine Welt zusammen. Der Film wurde von Sugerman als ausführender Produzent begleitet. Für die Fernsehserie The Divide, die sich mit dem Justizsystem der USA auseinandersetzt, produzierte Sugerman 2014 elf Folgen. Im Jahr darauf produzierte er das romantische Filmdrama mit Thrillerelementen Any Day mit Sean Bean, Eva Longoria und Kate Walsh in den Hauptrollen. In dem Film versucht ein ehemaliger Boxer, der mehrere Jahre im Gefängnis verbracht hat, sein Leben neu zu ordnen. 
Für Franka Potentes Filmdrama Home von 2020 trat Sugerman als ausführender Produzent auf. Es geht um einen nach einer 17-jährigen Haftstrafe aus dem Gefängnis entlassenen Mann, gespielt von Jake McLaughlin, der sich um seine krebskranke Mutter (Kathy Bates), kümmern möchte, dem jedoch von den Menschen seiner Heimatstadt schnell klargemacht wird, dass dort für ihn kein Platz mehr ist. Eine weitere Produktion aus dem Jahr 2021 ist der animierte Action-Abenteuerfilm Hidden Dragon, der eine magische von Drachen beherrschte Unterwasserwelt zeigt, die von Menschen gefürchtet wird. 
Sugerman leitet die Produktionsfirma Pantheon Entertainment, mit der auch das Filmdrama Betty Anne Waters produzierte, das neben zahlreichen Auszeichnungen ebenso viele Nominierungen erhielt. Er ist zudem Mitglied der Academy of Motion Picture Arts and Sciences, der Producers Guild of America und der Directors Guild of America.

## Filmografie (Auswahl)
– als Produzent/Ausführender Produzent, wenn nicht anders angegeben –
- 1977: Thank You, M’am (Kurzfilm; auch Regie + Schnitt)
- 1978: Ira Sleeps Over (Kurzfilm; auch Regie + Schnitt)
- 1979: Mandy’s Grandmother (Kurzfilm; auch Regie)
- 1985: Bombenstimmung im Hauptquartier (Basic Training, alternativ Up the Military; nur Regie)
- 1988: A Place at the Table (Fernsehfilm) nur Autor
- 1990: Geld stinkt nicht (Working Tra$h; Fernsehfilm)
- 1991: Payoff (Fernsehfilm)
- 1993: Deadly Rivals – Ein Professor sieht rot (Deadly Rivals) Fernsehtitel Rebeccas Schwester
- 1995: Savate – Kampf ohne Gnade (Savate)
- 1996: Spilt Milk
- 1997: Another House on Mercy Street
- 1998: McCinsey’s Island – Ein tierisches Duo (McCinsey’s Island)
- 1998: Love Kills
- 1999: The Sterling Chase
- 2000: Prophet’s Game – Im Netz des Todes (The Prophet’s Game)
- 2000: Im Namen des Mörders (Michael Angel)
- 2000: Spider Attack – Achtbeinige Monster (Spiders) auch Produktionsleiter + Schauspieler
- 2001: Prozac Nation – Mein Leben mit der Psychopille (Prozac Nation)
- 2002: Undisputed – Sieg ohne Ruhm (Undisputed) auch Produktionsleiter
- 2002: Ballistic (Ballistic: Ecks vs. Sever)
- 2002: Boat Trip
- 2004: Familie Johnson geht auf Reisen (Johnson Family Vacation)
- 2004: Keine halben Sachen 2 – Jetzt erst recht! (The Whole Ten Yards) auch Produktionsleiter
- 2005: Shopgirl
- 2006: Verbraten und Verkauft (Grilled)
- 2007: Die Vorahnung (Premonition)
- 2007: Death Sentence – Todesurteil (Death Sentence) auch Produktionsleiter
- 2010: Betty Anne Waters (Conviction)
- 2011: Judy Moody und der voll coole Sommer (Judy Moody and the Not Bummer Summer) auch Produktionsleiter
- 2014: The Divide (Fernsehserie, 11 Folgen)
- 2015: Any Day
- 2019: Foster Boy
- 2020: Wild Daze
- 2020: Songbird
- 2020: Home
- 2021: Hidden Dragon

## Auszeichnungen (Auswahl)
Oscarverleihung 1979
- Oscarnominierung mit und für den Kurzfilm Mandy’s Grandmother in der Kategorie „Bester Kurzfilm“